# 京極あや
京極 あや（きょうごく あや、1981年または1982年1月21日 - ）は、日本のコンピュータゲームディレクター、プロデューサー。任天堂企画制作本部に所属している。

## 経歴
京極は2000年にゲーム会社の電脳映像制作所でキャリアを始め、その後2003年9月に任天堂に入社した。

## 作品

### アトラス
- デスピリア (2000年、ドリームキャスト) – アシスタントプランナー[4]
- BUSIN Wizardry Alternative (2001年、PlayStation 2) – アシスタントディレクター[5]

### 電脳映像制作所
- にげロンパ (2000年、ネオジオポケット) – 企画、シナリオ、スプリクター[4]

### 任天堂
- ゼルダの伝説 4つの剣+ (2004年、ゲームキューブ) – 脚本[6]
- ゼルダの伝説 トワイライトプリンセス (2006年、Wii) – 脚本[6]
- 街へいこうよ どうぶつの森 (2008年、Wii) – シークエンスディレクター[7]
- とびだせ どうぶつの森 (2012年、ニンテンドー3DS) – ディレクター (毛呂功と共同)[8]
- どうぶつの森 こもれび広場 (2013年、Wii U) – プロデューサー[9]
- どうぶつの森 ハッピーホームデザイナー (2015年、ニンテンドー3DS) – プロデューサー[10]
- どうぶつの森 amiiboフェスティバル (2015年、Wii U) – ディレクター[11]
- とびだせ どうぶつの森 amiibo+ (2016年、ニンテンドー3DS) – プロデューサー[8]
- どうぶつの森 ポケットキャンプ (2017年、iOS / Android) – スーパーバイザー[12]
- 大乱闘スマッシュブラザーズ SPECIAL (2018年、Nintendo Switch) – オリジナルゲームスーパーバイザー
- あつまれ どうぶつの森 (2020年、Nintendo Switch) – ディレクター[1]